# Pietro Tortarolo
Pietro Tortarolo (Genova, 25 luglio 1828 – Genova, 31 dicembre 1908) è stato un ingegnere e politico italiano.

## Biografia
Dopo essersi laureato in matematica all'Università di Genova, svolse la professione di ingegnere e diventò nel 1864 professore di chimica generale all'Istituto tecnico di Genova.
Successivamente fu assessore comunale di Genova ai lavori pubblici. Entrò a far parte del Consiglio d'amministrazione delle Società per le Ferrovie dell'Alta Italia nel 1880 e l'anno successivo divenne membro del Consiglio d'amministrazione delle ferrovie del Gottardo.
Nel 1886 fu eletto deputato, carica mantenuta sino alla diciannovesima legislatura. Nel 1900 divenne senatore.
Morì a Genova nel 1908.